# Alexey Pavlov
Alexey Pavlov (* 21. Oktober 1991 in Moskau) ist ein deutscher Poolbillardspieler.

## Sportliche Karriere
Alexey begann das Billardspielen beim 1. BC Mölln im Jahr 2007. Später nannte sich der norddeutsche Club in 1. PBT Lübeck um. Nach mehreren norddeutschen Meisterschaftstiteln gelang ihm schließlich die Qualifikation zur Deutschen Poolbillard-Meisterschaft.
Bei seiner ersten Deutschen Meisterschaft im 14/1 bei den Herren im Jahr 2010 gelang es ihm bis zum Viertelfinale vorzudringen. Dort verlor er gegen den Europameister Dominic Jentsch schließlich mit 97:150. In den folgenden zwei Jahren schaffte er es jeweils in das Halbfinale: 2011 verlor er nur knapp gegen den dreifachen Weltmeister Oliver Ortmann im 14/1 144:150 und 2012 wieder gegen Jentsch 5:8 im 8-Ball-Wettbewerb. Damit verpasste er zum zweiten Mal den Finaleinzug.

## Beruf
Heute ist Alexey im Search-Engine-Marketing tätig.